# Гара Чилибија (Бузау)
Гара Чилибија (рум. Gara Cilibia) насеље је у Румунији у округу Бузау у општини Чилибија. Oпштина се налази на надморској висини од 60 m.

## Становништво
Према подацима из 2002. године у насељу је живело 407 становника, од којих су сви румунске националности.